# Bibliotek
 Denne artikel bør gennemlæses af en person med fagkendskab for at sikre den faglige korrekthed.

 For alternative betydninger, se Programbibliotek. (Se også artikler, som begynder med Programbibliotek)
Bibliotek (fra det græske βιβλιοθήκη boglager) er en samling bøger, håndskrifter, kort, film, bånd etc.) og det sted, hvor disse referencematerialer opbevares. Der skelnes mellem flere bibliotekstyper:
- Folkebiblioteker
- Forskningsbiblioteker
- Uddannelsesbiblioteker
- Privatbiblioteker, herunder Firmabiblioteker

## Historie

### De ældste biblioteker
Verdens ældste biblioteker er de egyptiske tempelsamlinger i Mempfis, de persiske kongers samlinger i Susa og assyrerkongen Assurbanipals bibliotek af lertavler, som nu til dels findes i British Museum. Arkivsamlingen i oldtidsbyen Mari, som nedbrændte omkring 1760 f.Kr., hvormed tusindvis af lertavler blev bevaret af flammernes hede, er et bibliotek. Hos de gamle grækere og andre samtidige folkeslag var de i gudetemplerne bevarede arkiver de første biblioteker. I Athen skal Peisistratos have grundlagt det ældste offentlige bibliotek, og i Rom var det ældste den samling, som den romerske konsul Aemilius Paulus bragte hjem som krigsbytte (168 f. Kr.), og som blev forøget af Sulla.
Augustus virkeliggjorde Julius Cæsars plan om et offentligt bibliotek og grundlagde to: det octavianske og det palatinske. Dette bestod til pave Gregor den Store. Fra Augustus' dage hørte et privatbibliotek til en fornem romers fornødenheder. Disse romerske samlingers indretning kendes dels fra Vitruvius og Plinius den Ældre, dels gennem udgravningerne i Herculaneum. I det 4. århundrede var der i Rom 29 offentlige biblioteker.
Af antikkens litterære samlinger ragede biblioteket i Alexandria i omfang op over alle andre. I folkevandringstiden blev størstedelen af samlingen tilintetgjort, og uerstattelige kulturskatte gik tabt.

### Middelalderen
Med middelalderens munkeordener vågnede sansen for biblioteker, og navnlig benediktinerne afskrev ældre litteratur. Navnkundige klosterbiblioteker opstod i Monte Cassino, Corvei i Westfalen, Tours, Cambridge, Canterbury, Saint-Germain-des-Prés i Paris, men først og fremmest i St. Gallen, hvis samling grundlagt af abbed Gosbert 816–836 overgik alle. Da humanismen vakte de antikke studier til live, vågnede den litterære samleriver på ny, og de lærdes eksempel fulgtes af fyrster og patricierslægter. I Firenze gik Medicierne i spidsen, og Cosimo de' Medici oprettede 1444 efter Petrarcas idé det berømte offentlige Mediceiske Bibliotek. I Ungarn samlede kong Matthias Corvinus en kostbar og pragtfuld samling på ca. 50.000 bind, som blev spredt for alle vinde ved tyrkernes erobring af Budapest (1526); nogle få findes i europæiske samlinger.

### Efter bogtrykkerkunsten
Et opsving skete, da papirfabrikation af klude blev opfundet inden udgangen af 14. århundrede og yderligere ved bogtrykkerkunstens opfindelse i århundredet efter. Nu blev biblioteket først og fremmest samlinger af trykte bøger. Reformationen øvede indflydelse på biblioteksvæsenet: Da klostrene blev ophævet, tilfaldt deres bogsamlinger byer, kirker eller lærde institutioner og regerende fyrster. Det blev fyrstebibliotekerne og universitetsbibliotekerne, der fik betydning, og de fleste af nutidens nationalbiblioteker er grundlagt af fyrster. Fx nogle af Europas største biblioteker som Bayerische Staatsbibliothek i München, Hofbiblioteket i Wien og Bibliothèque Nationale i Paris.

### 1600–1800
Men helt op til det 19. århundrede var adgangen til de fyrstelige biblioteker så begrænset, at deres nytte var overordentlig ringe. Det gælder også universitetsbibliotekerne som et af de mest berømte Bodleian Library i Oxford. I det 17. århundrede begyndte pligtaflevering mange steder fra bogtrykkerne. Den skaffede nationalbibliotekerne en fast forøgelse af bogbestanden. I de store privatbibliotekers glansperiode det 18. århundrede fandt oprettelsen af det første offentlige biblioteker i moderne forstand sted i Universitetsbiblioteket i Göttingen. Det var tilgængeligt i udstrakt grad, og dets katalog blev forbilledet for mange. I løbet af det 19. århundrede blev de fleste fyrstebiblioteker statsejendom. Det stod som regel dårligt til med dem, og bibliotekarposterne var lige til nyere tid bierhverv for professorer.

### Nyere biblioteker
I Frankrig skete der efter revolutionen en stærk centralisering af bibliotekerne, og Bibliothèque Nationale voksede så stærkt, at det siden har haft svært ved at følge med i organiseringen trods det store arbejde historiker og bibliotekar Léopold Victor Delisle udrettede; England blev nu førende inden for biblioteksvæsenet, da italieneren A. Panizzi overtog ledelsen af British Museums bibliotek (nu British Library) og omskabte Europas største bibliotek i moderne skikkelse, dels ved sine fortrinlige planer til dets ombygning, dels ved at påbegynde en nykatalogisering, der har sat frugt i det vældige trykte katalog. Tyskland har først fra 1870'erne fået stærkere liv i sit biblioteksvæsen; en række nye biblioteker er byggede og fælleskatalogiseringsregler indført i Preussen; kendte bibliotekarer er Karl Frans Otto Dziatzko, O. Hartwig og P. Schwenke. I begyndelsen af 1900-tallet tog USA's biblioteker et stærkt opsving og er særlig på det tekniske område blevet forbillede for de europæiske; ved rigelige pengemidler er rejst det ene pragtbibliotek efter det andet, men i henseende til indhold kan de ikke måle sig med Europas, og det er da også mere på folkebibliotekernes område, at USA land står som et afgjort nummer 1.

### Danmark
Danmarks nationalbibliotek, Det Kongelige Bibliotek, er grundlagt af kong Frederik 3. i 1661–64 ved erhvervelsen af tre adelsbiblioteker. Biblioteket er Danmarks største og seneste udvidet i 1999 med Den Sorte Diamant.

Ifølge Danmarks Statistik er bibliotekers bogudlån faldet med ca. 20 pct. i perioden fra 2015 til 2018.
Som konsekvens af den digitale tidsalder, hvor flere og flere tilgår viden på Internettet frem for bøger, har man i København forsøgt at genopfinde biblioteket og dets formål. BIBLIOTEKET i Nordvest og Tingbjerg Kulturhus er biblioteker, der har som primærfunktion at være offentlige forsamlingshuse med formålet om at mindske kriminaliteten i de to udsatte boligområder.

## Administration
I Danmark styres de offentlige biblioteker af Kulturstyrelsen, som igen styres af Kulturministeriet. Tidligere var det overvejende folkebiblioteker, der blev styret herfra – hvorimod forskningsbibliotekerne blev styret af Undervisningsministeriet.
Den almindelige drift varetages af kommunerne, ofte via et udvalg, f.eks. i Lyngby-Taarbæk Kommune af "Bibliotek og kultur" udvalget.

## Biblioteker
- British Library
- Mediceiske Bibliotek (Biblioteca Medicea Laurenziana)
- Det Amerikanske kongresbibliotek (Library of Congress)